# Защита Рагозина
Защи́та Раго́зина — шахматный дебют, разновидность отказанного ферзевого гамбита. Начинается ходами: 

1. d2-d4 d7-d5 

2. c2-c4 e7-e6 

3. Кg1-f3 Кg8-f6 

4. Кb1-c3 Сf8-b4.
Названа по имени советского шахматиста Вячеслава Рагозина. Впервые применена им в 1934 г.. Данная дебютная система подтвердила свою практическую ценность на многих соревнованиях.
Основная идея защиты заключается в подготовке и проведении освобождающего продвижения e6-e5 и создании фигурной игры в центре и на королевском фланге.
Входит в дебютный репертуар Григория Серпера, Варужана Акопяна, Алексея Александрова, Татьяны Косинцевой и других сильных шахматистов.

## Варианты
- 5. a2-a3
- 5. e2-e3
- 5. g2-g3
- 5. c4:d5 e6:d5
- 5. Cc1-g5
- 5. Фd1-b3
- 5. Фd1-а4+
- 5. Фd1-с2